# 10MPH
10MPH(십 엠피에이치)는 미국의 영화다.

## 이야기
세그웨이 PT(Segway PT)를 타고 미국을 여행하는 조시 칼드웰의, 2004년 8월 8일 워싱턴 시애틀에서 출발해서 2004년 11월 18일 매사추세츠 보스턴에 이르기까지의 100일간의 이야기.

## 제작 과정
이 영화를 만들기 전 헌터 위크스와 조시 칼드웰은 미국 콜로라도 덴버에 Spinning Blue를 세우고 영화를 만들 역량과 경험의 결여, 영화를 만들기 위한 경제적 기반의 결여, 영화계에의 도전적 접촉의 결여에 대해 이야기를 나누었으며 그 뒤 둘은 이 영화를 만들기 위한 투자를 받고 이 영화를 알리기 위해 웹을 이용하기로 했다. 둘은 영화의 전반적인 구성을 짜지 않은 채 영화를 만들기로 했고 얼마 뒤 친구가 둘에게 세그웨이 PT가 나오는 영화라는 아이디어를 던져주었다.
2004년, 둘은 세그웨이 PT를 산 뒤 1시간에 10마일(Mile)이라는 속력으로 미국 전체를 횡단하는 것을 찍기로 했다. 조시 칼드웰은 실제로 세그웨이 PT를 타고 달렸으며 헌터 위크스와 다른 제작자들은 차량과 영화장비를 활용해 조시 칼드웰을 따라잡았다.
제작자들은 이 영화를 찍는 데 소니 PD-150을 썼으며 세그웨이 여행 뒤 Spinning Blue의 다른 구성원들에 의해 편집이 이루어졌다.

## 기타
- 이 영화를 만드는 데 든 예산은 약 100달러.
- 이 영화는 DVD, 넷플릭스(Netflix), 공식 사이트에서의 직접 다운로드, 아이튠즈(iTunes) 등을 통해 볼 수 있다.
- 이 영화의 제목인 10MPH는 세그웨이 PT의 평균속력이다.